# Andrea Benelli

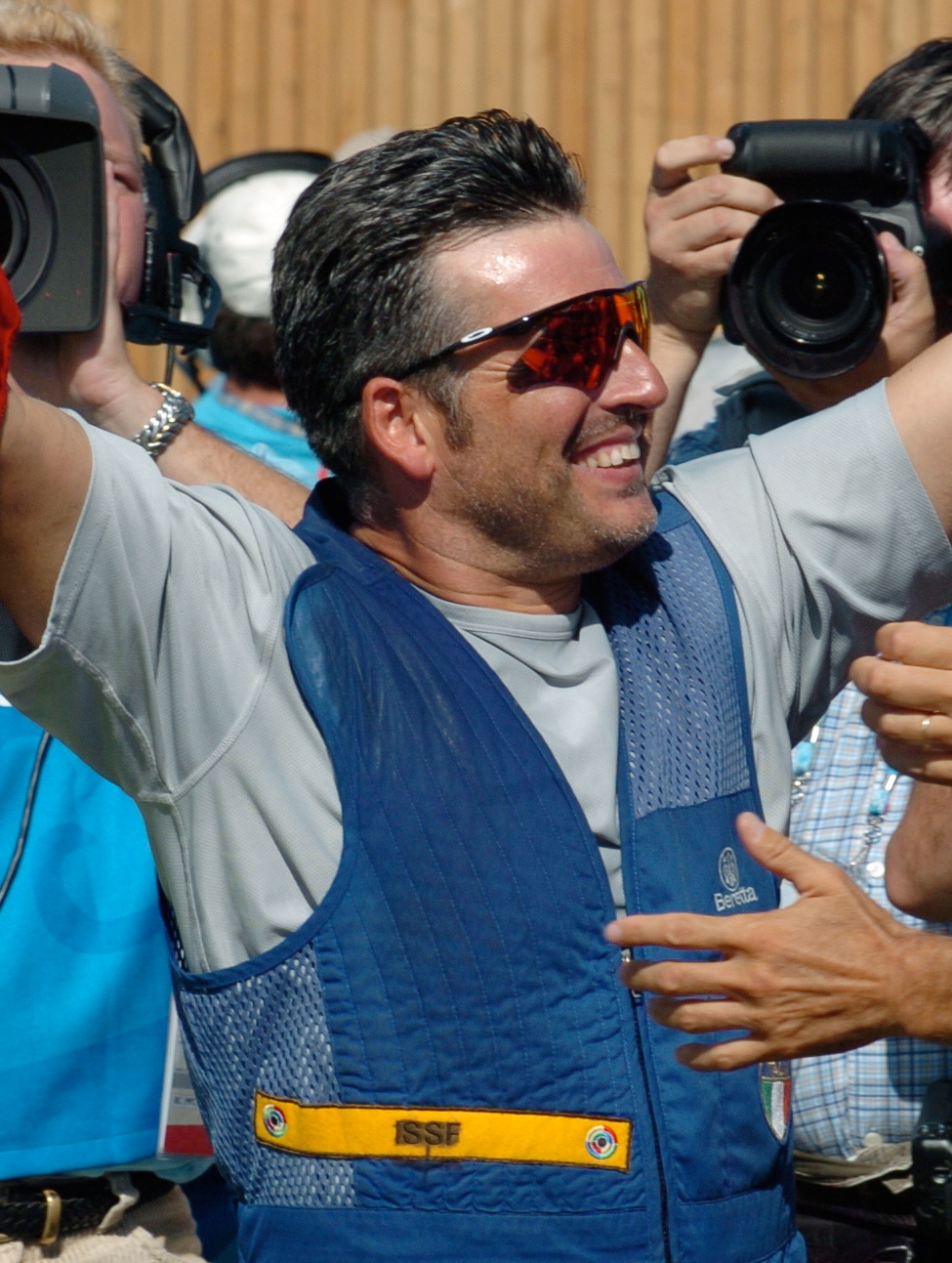
Andrea Benelli als Olympiasieger 2004

Andrea Benelli (* 28. Juni 1960 in Florenz) ist ein ehemaliger italienischer Sportschütze in der Disziplin Skeet. 1996 war er Olympiadritter und 2004 Olympiasieger in dieser Disziplin. Zweimal war er Weltmeister im Einzel und siebenmal mit der italienischen Mannschaft. Bei Europameisterschaften gewann er einen Titel im Einzel und sechs Titel im Team.

## Sportliche Laufbahn
Andrea Benelli begann 1977 mit dem Sportschießen. 1978 war er Zweiter der Junioreneuropameisterschaften, 1979 gewann er den Juniorentitel.
Benelli trat für den Laterina Sporting Club  an. Sein Vater Luciano war 1977 italienischer Meister, Andrea Benelli gewann vier italienische Meistertitel.

### Olympische Spiele
Benelli nahm sechsmal an Olympischen Spielen teil. 1988 in Seoul belegte er den 20. Platz, 1992 in Barcelona kam  er auf Rang 25. Bei den Olympischen Spielen 1996 in Atlanta traf er 123 von 125 Scheiben in der Qualifikation und 24 von 25 Scheiben im Finale. Damit gewann er die Bronzemedaille hinter seinem Landsmann Ennio Falco und dem Polen Mirosław Rzepkowski. Vier Jahre später bei den Olympischen Spielen 2000 in Sydney erreichte er in der Qualifikation 122 Scheiben und im Shootout zehn von zehn Scheiben. Nach 24 Treffern im Finale belegte er den fünften Platz. Bei den Olympischen Spielen 2004 in Athen erzielte der Finne Marko Kemppainen in der Qualifikation 125 Scheiben, Benelli traf 124 Scheiben. Im Finale verschoss Kemppainen einmal, Benelli traf alle 25 Scheiben, sodass es zum Shootout um die Goldmedaille kam. Benelli traf alle fünf Scheiben im Shootout, Kemppainen verfehlte eine Scheibe. Damit war Benelli im Alter von 44 Jahren Olympiasieger vor Kemppainen und Juan Miguel Rodríguez. Vier Jahre später bei den Olympischen Spielen 2008 in Peking  belegte Benelli den 24. Platz.

### Weltmeisterschaften
1981 gewann Andrea Benelli bei den Weltmeisterschaften in Tucumán den Mannschaftstitel zusammen mit Celso Giardini, Italo Cianfarani und Luca Scribani Rossi. 1985 in Montecatini Terme belegte Benelli den fünften Platz im Einzel, die italienische Mannschaft mit Giardini, Benelli und Sribani Rossi gewann Silber hinter dem US-Team. 1986 in Suhl siegte Matthew Dryke aus den Vereinigten Staaten, Benelli erhielt die Silbermedaille. In der Mannschaftswertung siegten Giardini, Benelli und Scribani Rossi. 1987 in Valencia gewann Andrea Benelli den Einzeltitel vor Matthew Dryke. Den Mannschaftswettbewerb gewann das Team aus der DDR vor den Italienern. 1989 in Montecatini Terme belegte Benelli im Einzelwettbewerb den achten Platz, die italienische Mannschaft mit Benelli, Claudio Giovannangelo und Bruno Rossetti gewann den Mannschaftswettbewerb. 1990 in Moskau siegte Benelli zum zweiten Mal in der Einzelwertung, die Mannschaft gewann keine Medaille.
Bei den Weltmeisterschaften 1993 in Barcelona belegte Andrea Benelli den vierten Platz in der Einzelwertung, die Mannschaft mit Benelli, Giovannangelo und Rossetti gewann den Titel. 1994 in Fagnano Olona verfehlte Benelli als Achter das Einzelfinale, die Mannschaft mit Benelli, Ennio Falco und Bruno Rossetti gewann wie im Vorjahr den Titel. 1995 belegte Benelli in Nikosia den fünften Platz in der Einzelwertung, die Mannschaft in der gleichen Besetzung wie im Vorjahr gewann Silber hinter den Rumänen. 1997 und 1998 erreichte Benelli nicht das Einzelfinale und die Mannschaft nicht die Medaillenränge. 1999 in Tampere gewann Benelli Bronze hinter seinem Landsmann Pietro Genga und dem Briten Drew Harvey. Die Mannschaft mit Genga, Benelli und Falco gewann den Titel.
In den 2000er Jahren erreichte Benelli kein Einzelfinale bei Weltmeisterschaften mehr. Mit Genga und Falco gewann er 2003 in Nikosia Bronze im Mannschaftswettbewerb. 2005 in Lonato gewann er mit Valerio Luchini und Ennio Falco ebenfalls Bronze. In der gleichen Besetzung gewann die italienische Mannschaft 2006 in Zagreb Gold.

### Europameisterschaften
Andrea Benelli erreichte bei Europameisterschaften siebenmal das Einzelfinale. 1990 war er in Uddevalla Fünfter, 1993 war er Vierter in Brünn, 1994 in Lissabon gewann er den Titel. 1995 in Lahti und 1998 in Nikosia belegte er jeweils den fünften Platz. 2000 in Montecatini belegte er hinter Pietro Genga und dem Tschechen Jan Sychra den dritten Platz. 2007 schließlich wurde Benelli in Granada noch einmal Sechster.
1986, 1994, 1995, 2000, 2001 und 2005 gewann Benelli den Titel eines Mannschaftseuropameisters. 1985, 1990, 1991 und 1993 gewann er Silber, 1988, 1997, 1998 und 2003 Bronze.

### Weltcup
Benelli gewann 1997 das Weltcupfinale, 1996 und 2004 war er Zweiter und 1998 Dritter. Im Weltcup gewann er zwischen 1986 und 2008 vier Wettbewerbe, sechsmal war er Zweiter und viermal Dritter. 1996 gelang ihm in Suhl ein perfekter Wettkampf mit 150 von 150 Scheiben, weshalb er als Weltrekordler zu den Olympischen Spielen nach Atlanta reiste.